# Sherman Minton
Sherman Minton (Georgetown, 1890. október 20. – New Albany, 1965. április 9.) az Amerikai Egyesült Államok szenátora (Indiana, 1935–1941).